# دفنة زيتونية
دفنة زيتونية أو شرش الخلة (الاسم العلمي:Daphne oleoides) هي نوع من النباتات يتبع جنس الدفنة من الفصيلة المثنانية.